# Plagithmysus darwinianus
Plagithmysus darwinianus är en skalbaggsart som beskrevs av Sharp 1896. Plagithmysus darwinianus ingår i släktet Plagithmysus och familjen långhorningar. Inga underarter finns listade i Catalogue of Life.